# メキシコの行政区画
メキシコの行政区画（メキシコのぎょうせいくかく）について以下に述べる。メキシコの地方行政区画は、メキシコ革命中の1917年に制定された憲法によって規定されている。

## 州
メキシコの第一級行政区画は、32の州（Estado）から構成される。かつて首都メキシコシティは「連邦区」(Distrito Federal)と呼ばれて州とは別の連邦直属の行政区画だったが、2016年に憲法が改正されて32番目の州になった。
メキシコは人口の偏りが激しいために州の大きさは多様であり、中央メキシコのトラスカラ州の大きさは滋賀県ほどだが、北のチワワ州は本州より広い。各州は州知事を最高責任者とする州政府、州議会、州憲法および州法、裁判所を持つ。州知事や州議会議員は直接選挙によって選出される。

## ムニシピオ
州の下にはムニシピオ（Municipio）が置かれる。ムニシピオは「郡」と呼ばれることもあるが、日本の郡とは異なって基礎自治体であり、知事（Presidente）と議会を持つ。知事と議員は直接選挙によって選出される。
メキシコには全部で2,438のムニシピオが置かれている。州ごとのムニシピオの数はまちまちであり、バハ・カリフォルニア州には7つのムニシピオしかないのに対して、オアハカ州には570のムニシピオがある。

## 市町村
日本でいう市町村にあたるものは、まとめてロカリダード（Localidad）と呼ばれる。メキシコ国立統計地理情報院(INEGI)の定義によれば、ロカリダードとは1軒以上の住居（人が住んでいなくてもよい）があり、法律または慣習によって名前が与えられているものをいう。
各ムニシピオには1つの筆頭市（Cabecera municipal）があり、ムニシピオの政府が置かれる。筆頭市はしばしばムニシピオと同じ名前を持つ。

## その他の区画
州によってはムニシピオがいくつかに下位区分されることがある。

## メキシコシティの行政区画
2016年以降、メキシコシティは16の管轄区域（Demarcaciones territoriales）に分けられ、それ以前の区（Delegaciones）に置き換わった。各管轄区域は従来より権限の強い区長(alcalde)と10名の議員(concejales)による区議会によって運営される。管轄区域の行政単位はアルカルディア(alcaldía)と呼ばれる。地区(colonia)は16の管轄区域をさらに細分したもので、住所の一部として記されるが、これは日本の町丁と同様のもので、自治体ではない。